# Serra da Saudade
Serra da Saudade es un municipio brasileño del estado de Minas Gerais. Pertenece a la mesorregión de la Central Minera y a la microrregión de Bom Despacho. Es el segundo menos poblado del Brasil.